# Gustaf Kossinna
Gustaf Kossinna (født 28. september 1858 i Tilsit, Østpreussen, død 20. december 1931 i Berlin, Tyskland) var en tysk arkæolog og lingvist. Hans tanker om forbindelsen mellem sprog og arkæologiske funds fordelinger som udtryk for folkeslags udbredelse fik stor betydning i mellemkrigstiden dels blandt sprogforskere, dels arkæologer, dels politikere.

## Uddannelse og karriere
Kossinna var søn af en skolelærer og blev født i den østligste del af Tyskland, senere under polsk forvaltning. Sin akademiske uddannelse fik han i Göttingen, Leipzig, Berlin og Strassburg. Efter at have uddannet sig i lingvistik og skrevet værket ”Über die ältesten hochfränkischen Sprachdenkmäler“ (1887), arbejdede han længe som bibliotekar. I sensommeren 1895 på Det kongelige Bibliotek i Berlin. Den 9. august 1895 holdt han i Kassel et berømt foredrag ”Die vorgeschichtliche Ausbreitung der Germanen in Deutschland” for antropologer. Han forelagde her sin arkæologiske teori om Siedlungsgeschichte, der drejer sig om bosættelsesstrukturer og kolonisering i forhistorisk tid. Den teori arbejdede han videre på de næste 35 år. Foredraget blev trykt og udgivet 1896.
Ti år efter blev han arkæologiprofessor ved universitetet i Berlin, og fra denne tid udgav han en række nationalistiske, protyske, arkæologiske værker, herunder ”Die Herkunft der Germanen. Zur Methode der Siedlungsarchäologie” (1911), ”Die deutsche Vorgeschichte eine hervorragend nationale Wissenschaft” (1912), ”Der Goldfund vom Messingwerk bei Eberswalde und die goldenen Kultgefäße der Germanen” (1913) og ”Die deutsche Ostmark, ein Heimatboden der Germanen” (1919).

## Kulturkredslæren
Kendetegnende for Kossinnas tankegang var opfattelsen om, at udbredelsen af arkæologiske fund kunne tages som udtryk for den tilsvarende udbredelse af et folk, og at forholdende yderligere lod sig udbygge ved at inddrage udbredelsen af de enkelte sprog.
Kossinna fremstillede herefter en etnogermansk forhistorie. Kossinna mente, at germanernes "urheimat" eller oprindelige kerneområde havde ligget i Nordtyskland mellem Elben og Weichsel (Wisla) og i det sydlige Skandinavien og gik tilbage til yngre bronzealder. Ved at udarbejde kort over fordelingen af keramik, økser og andre genstande kunne kulturkredse og disses udstrækning udpeges. Etniske gruppers geografiske spredning lod sig udlæse af spredningen af fx bestemte typer af keramik. Ligeledes grave og bopladser udviste arkæologisk velafgrænsede kulturområder. Allerede i 1911 skrev Kossinna at:
”Skarpt afgrænsede arkæologiske kulturprovinser stemmer i alle tider overens med helt bestemte folk eller folkestammer.”
Under udarbejdelsen af sine teorier var Kossinna inspireret af og førte korrespondance med mange andre arkæologer, blandt andre den danske arkæolog Sophus Müller og de svenske arkæologer Oscar Montelius og Nils Åberg. I 1931, et par uger inden sin død, blev Kossinna indvalgt i det svenska Kungliga Vitterhetsakademien.
Medvirkende ved udformningen af Kossinnas tanker synes at have været et ønske om et aggressivt og ekspansionistisk Tyskland. Han var blandt andet modstander af et selvstændigt Polen, idet han anså, at der langs floden Weichsels bredder var påvist urgammel tysk udbredelse.

## Kontroversen om germanernes oprindelse
Allerede i samtiden gav Kossinnas tanker anledning til indsigelser. En af hans tanker var, at indogermanerne ikke havde oprindelse i Indien, som benævnelsen antydede og som mange andre ariske fortalere mente, men derimod var opstået ved en blodblanding i forholdet 3 til 1 mellem prægermaner og præfinner (et angiveligt krigerisk folk, som levede i de nordlige dele af det nuværende Norden). Denne blanding af de oprindelige folk var sket ved, at præfinnerne (primitive, krigeriske, rå og hærdede) brød ind på prægermansk område og blandede sig med dele af dette folk, hvis efterkommere atter blandedes på et senere tidspunkt sig med de resterende prægermanere, som ikke var blevet erobret ved den første invasion fra nord og som boede i egnen omkring Halle. Blandingen skulle have gjort, at alle germanere havde præfinsk blod i sig, men for størstedelen var af prægermansk herkomst. Nutidens finner og estere er ifølge Kossinnas ideer igen en sammenblanding af præfinner og ugrier. På denne måde var 1930'ernes tyskere beslægtede med 1930'ernes finske befolkning. Mange finner var tiltrukket af Kossinnas ideer, mens svenske og norske arkæologer, som ellers tog meget af Kossinnas tankeverden til sig, havde svært ved at acceptere, at det finske folk i fortiden kunne have været bidragsydere til den ældre svenske og norske kultur. Svenske arkæologer som Oscar Almgren og Nils Åberg anvendte slet ikke ordet "finne" i deres tekster, hvor de ellers anvender Kossinnas tankebaner i egen tekst.

## Omstridt eftermæle
Kossinnas eftermæle har været omstridt. Det skyldes foruden den enkle kendsgerning, at forskningen siden har udviklet sig, det forhold, at hans tanker i nogen udstrækning inspirerede nazisterne og deres ligesindede og derfor anses som en del af ophavet til den politik, de førte efter magtovertagelsen i 1933. Det må imidlertid understreges, at Kossinna døde 1½ år inden Hitlers magtovertagelse, og at Kossinna ikke i sin levetid var medlem af Nationalsocialistiske Tyske Arbejderparti (NSDAP), men blev udnævnt posthumt.

## Forfatterskab
- "Über verzierte Eisenlanzenspitzen als Kennzeichen der Germanen" (Zeitschrift für Ethnologie, Band 37, 1905; s. 369–407)
- "Großgartacher und Rössener Stil" (Zeitschrift für Ethnologie 1908; s. 569 ff.)
- Die deutsche Vorgeschichte, eine hervorragend nationale Wissenschaft; Curt Kabitzsch Verlag, Leipzig 1912
- Die Herkunft der Germanen. Zur Methode der Siedlungsarchäologie, Kabitzsch, Würzburg 1911; 2. Auflage, Kabitzsch (= Mannus-Bibliothek, Band 6); Leipzig 1920; , Die Herkunft der Germanen. Zur Methode der Siedlungsarchäologie -Wikinger und Wäringer -, Mannus-Bibliothek, Neue Folge Band 4, Photomechanischer Nachdruck der Ausgaben 1911 und 1929, Mannus-Verl. P. Wegener, Bonn 1978.
- Der Goldfund vom Messingwerk bei Eberswalde und die goldenen Kultgefäße der Germanen (= Mannus-Bibliothek, Band 12); Kabitzsch, Würzburg 1913.
- Die deutsche Ostmark, ein Heimatboden der Germanen; Berlin 1919.
- Das Weichselland. Ein uralter Heimatboden der Germanen. [A. W. Kafemann], [Danzig] 1919; 4. Auflage, J. A. Barth, Leipzig 1943
- Altgermanische Kulturhöhe. Eine Einführung in die deutsche Vor- und Frühgeschichte. J. F. Lehmanns Verlag, München 1927; 8. Auflage; J. A. Barth, Leipzig 1942.
- Ursprung und Verbreitung der Germanen in vor- und frühgeschichtlicher Zeit. Germanen-Verlag, Berlin-Lichterfelde 1926 und 1927; 3. Auflage; Kabitzsch, Leipzig 1936.
- Germanische Kultur im 1. Jahrtausend nach Christus; Kabitzsch, Leipzig 1932